# 伊佐ノ浦川
伊佐ノ浦川（いさのうらがわ）は、長崎県の西彼杵半島北西部を西へ流れ、五島灘（東シナ海）へ注ぐ二級河川である。流域は西海市に属し、優れた自然景観から西彼杵半島県立公園にも指定されている。

## 流域
西彼杵半島北部の溶岩台地のうち、白岳（標高356m）の北側斜面を水源とする。上流部は起伏が少なく、流れに沿って水田が作られている。川は水田の間をまず北へ流れ、緩やかに南へ流路を変える。水源から約3kmを過ぎると西向きの斜面に突き当たるが、1987年（昭和62年）にはこの地点に伊佐ノ浦ダムが完成した。
ダム以降は上流とは逆に険しいV字谷が形成され、川は森林に覆われた西向きの斜面を流れ下る。河口から1.3km地点には砂防堰堤が作られているが、昭和47年（1972年）にはここから大島への海底水道が開通し、上水道用水を送水している。
V字谷はそのまま河口まで続き、川は七釜湾東側の伊佐ノ浦に注ぐ。川の流れで削られた土砂は河口周辺に堆積し、転石海岸・砂泥干潟を形成する。

## 伊佐ノ浦ダム
伊佐ノ浦ダムは、伊佐ノ浦川の中ほどに1987年（昭和62年）3月に完成した、畑地灌漑用の利水専用ダムである。河口から3.1 km・標高約160m地点にある。
堤高29.7m・堤頂長140.75m・有効貯水量164万m3・集水区域6.7km2・水没面積24.5haの重力式コンクリートダムである。ダム区域には複数の尾根と谷が刻まれ、ダム湖は放射状に入り組んでいる。ダムからの取水は上流よりさらに東側の木場郷まで一旦ポンプアップされ、西海市西海町域の畑地約500haに供給される。

### 伊佐ノ浦公園
ダムの周囲はキャンプ場、遊歩道（約5km）、ボート用浮き桟橋、サクラ並木などが作られ、「伊佐ノ浦公園」として整備されている。入園時は一人100円の美化協力金が必要である。